# زورق دورية سوبر دفورا مارك 3
زورق الدورية فئة سوبر دفورا مارك 3 هو أحدث جيل من عائلة دفورا من زوارق الدورية السريعة أو زوارق الهجوم السريع. بنتها شركة صناعات الفضاء الإسرائيلية في 2004. تمتلك هذه الزوارق القدرة على الإبحار بسرعة تصل إلى 50 عقدة (93 كم/ساعة؛ 58 ميل في الساعة) في المياه الساحلية بفضل أحدث محركاتها السطحية المفصلية للتحكم في توجيه الدفع. بينما تحمل أسلحة مختلفة، من قاذفات القنابل الآلية وصواريخ إيه جي إم-114 هيلفاير، وصواريخ سبايك إن إل أو إس، ومدافع 30 ملم ضمن تسليحها.

## التصميم والبناء

### الأداء
يتميز زورق سوبر دفورا مارك 3 باعتراض الهدف البحري بسرعات عالية تقترب من 50 عقدة ومهمات بعيدة المدى بفضل قدرته على تجديد الموارد في عُرض البحر قبل البقاء المعتاد لمدة أربعة أيام وله قدرة عالية على المناورة في كل من المحيطات المفتوحة والبيئة الساحلية والحفاظ على الإبحار بشكل ثابت في مجموعة من الظروف البحرية والطقس القاسي للغاية والقدرة على دمج ترسانة وأجهزة استشعار بحرية متطورة ومستقرة ودقيقة. بشكل عام، تتراوح إزاحة الزورق من 72 إلى 58 طناً اعتماداً على حزمة التشغيل.
هذه الزوارق سريعة وانسابية، ومصممة للوصول إلى وتيرة تشغيل عالية والحفاظ عليها. توفر هندسة بدنها حفظاً ثابتاً للإبحار في جميع السرعات، وسطحاً جافاً خلال عمليات التشغيل عالية السرعة والتعقب.

### نظام الدفع
يتكون نظام الدفع من محركي ديترويت ديزل إم تي يو 12في-4000 إم90 (4175 حصان «3113 كيلوواط» في المجمل) ومحركين سطحيين مفصليين، صُمما في البداية للزوارق السريعة التنافسية. توفر محركات آرنيسون إيه إس دي-16 السطحية المفصلية للزورق تحكماً في توجيه الدفع. بجانب هذه الأنظمة، زوارق مارك 3 مُجهزة أيضاً بتروس تخفيض من نوع زد إف 4650.
يسمح نظام الدفع الموجه للدفع لسوبر دفورا مارك 3 بالعمل في المياه الضحلة عند غاطس 1.2 م (3.9 قدم) لتسهيل إنزال قوات العمليات الخاصة على شواطئ العدو ومهام الإغاثة من الكوارث.

### التسليح
صُممت زوارق سوبر دفورا مارك 3 بمتانة للسماح بتركيب مدفع تايفون 20-30 ملم، ومدافع رشاشة ثقيلة، وصواريخ إيه جي إم-114 هيلفاير (سطح-سطح) وصواريخ سبايك إن إل أو إس، وكلها يمكن تجهيزها بأحدث الأنظمة الكهروضوئية المثبتة على الصاري، والتي تعمل ليلاً ونهاراً، بما في ذلك مستشعرات إلبايت/البصرية الإلكترونية وأنظمة الاستهداف.

## التحديثات
تعمل آي إيه آي-رامتا حالياً على عدد من حزم ترقية التكوين الجديدة لمنصة سوبر دفورا مثل سترايك وليتورال واريار، والتي تتكون من مجموعة متنوعة من أنظمة الأسلحة عالية الدقة المتقدمة.

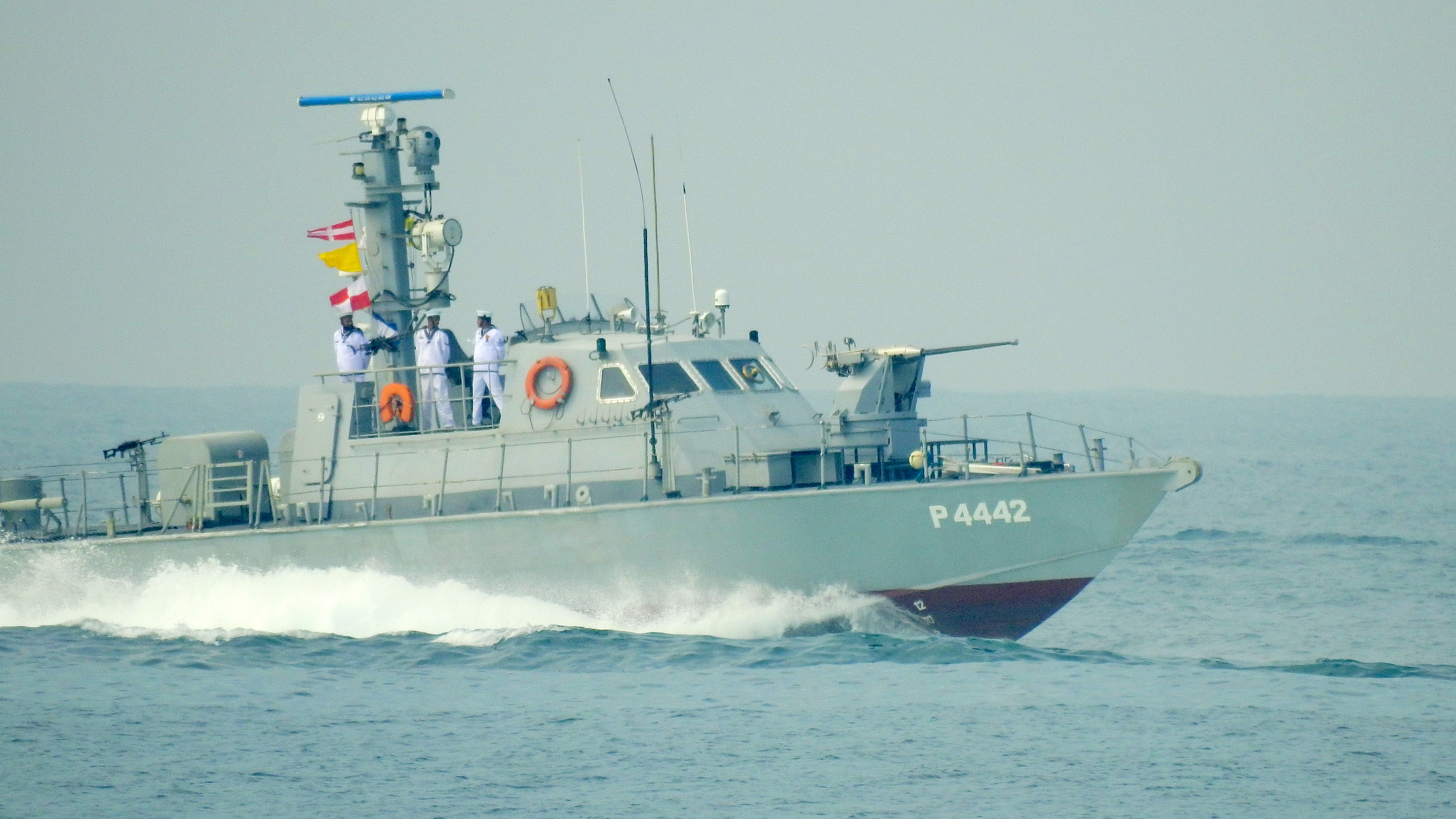
زورق سوبر دفورا مارك 3 يخدم في البحرية السريلانكية

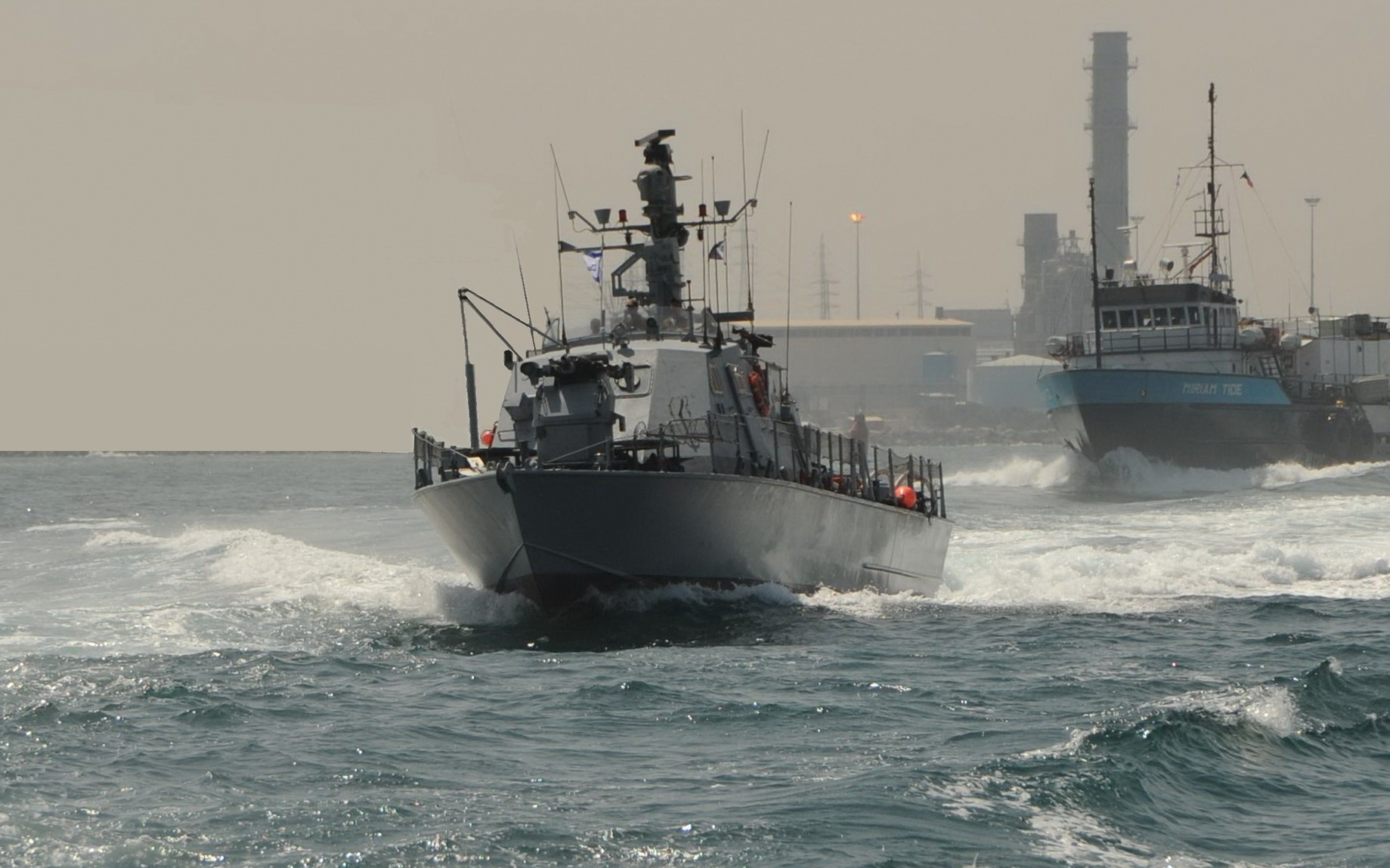
زورق سوبر دفورا مارك 3 يخدم في البحرية الإسرائيلية

## المستخدمون
- أنغولا: تأكد طلبها للزوارق في 2015.[9]
- إسرائيل: 13 زورق سوبر دفورا مارك 3 في الخدمة مع البحرية الإسرائيلية.[9][10]
- ميانمار: طلبت 6 زوارق سوبر دفورا مارك 3.[بحاجة لمصدر] أثارت عملية البيع جدلاً بينما لا تزال أزمة الروهينغا قائمة.[11]
- سريلانكا: 6 زوراق نشطة في البحرية السريلانكية.[9]

## للمزيد من القراءة
Israel Aerospace Industries. "Information on Israel's largest aerospace concerns" (PDF). IAI News. Fourth quarter, 2004 ع. 12: 12. مؤرشف من الأصل (PDF) في 2022-09-15. اطلع عليه بتاريخ 2007-11-01.